# Никола Страјнић
Никола Страјнић (Поповац, 11. мај 1945 — 11. јул 2023) био је српски универзитетски професор. Предавао је светску и упоредну књижевност.

## Биографија
Рођен је 11. маја 1945. године у Поповцу у Барањи. Школовао се у Осијеку и Загребу. Докторирао у Загребу радом о поезији Момчила Настасијевића. Предавао је на Педагошком факултету у Осијеку. Члан је управног одбора ДКВ.
Пензионисао се као редовни професор Филозофског факултета у Новоме Саду.
Живео је у Сремским Карловцима.

## Смрт
Страјнић је преминуо 11. јула 2023. Сахрањен је дан касније на Чератскоме гробљу у Сремским Карловцима.

## Објављене књиге

### Студије
- Поезија или оптимизам (о Бранку Миљковићу) 1972.
- Јасике беле (о Момчилу Настасијевићу) 1978.
- Вид и ријеч 1984.
- На гозби код Бога 2002.
- Невидљиво и видљиво (о поезији Јована Зивлака), 2007. године

### Поезија
- Звјездани сати (песме) 1975.
- Очи земне (песме) 1981.
- Пепео свој раздајем (песме) 1982.
- Вожња у круг (песме) 1990.
- Карловачке песме, 1994.
- Плави дах шуме (избор песама) 2004.

### Есеји
- Хаире 1991.
- Замах и мировање (о песништву Јована Зивлака) 1993.
- Анђеоски песник Рајнер Марија Рилке (о Девинским елегијама Р. М. Рилкеа) 1995.
- Стари грчки лиричари (есеји) 1999.
- Карловачки есеји 1999.
- Огледи из класичне књижевности 2004.
- Три дијалога 2004.
- Огледи о књижевности и сликарству 2009.

### Монографије
- Милић од Мачве 2001.

## Награде
- Награда „Кочићева књига”, за целокупно стваралаштво, 2009.[4]
- Награда Друштва књижевника Војводине за књигу године, за књигу Огледи о књижевности и сликарству, 2010.